# Ibn Sa'd al-Baghdadi
Pour les articles homonymes, voir Al-Baghdadi.
Muhammad ibn Sa'd ibn Mani' al-Baghdadi ou Ibn Sa'd (arabe : ابن سعد) (Bassora 784 - Bagdad 845) est un historien et écrivain arabe. Il est aussi appelé Kâtibu l-Waqidi, « le scribe de Waqidi »

## Biographie
Ibn Sa'd est né en 784 à Bassora, mais qui passa l'essentiel de sa vie à Bagdad. C'était un érudit musulman sunnite ainsi qu’un biographe. Il acquit une grande partie de son savoir auprès de l'historien Al-Waqidi. Il était connu pour  être à la fois fiable et précis dans ses écrits, si bien que ceux-ci furent par bon nombre d’écrivains bien après sa mort.
Il est décédé en 845, à l’âge de 62 ans, et a été enterré dans un cimetière en Syrie.

## Œuvre
Son ouvrage le plus célèbre, Kitâb Tabaqât al-Kubra, est un recueil de biographies sur des personnalités célèbres islamiques. Il est composé de huit volumes et contient, notamment, la vie du prophète Mahomet, de celles de ses compagnons (Sahabah et Ansâr), ainsi que de ceux qui ont combattu lors de la bataille de Badr, le 17 mars 624.
Les volumes se répartissent comme suit :
- Livres 1 et 2 contiennent les biographies du Prophète.
- Livres 3 et 4 contiennent des biographies des compagnons de Mahomet.
- Livres 5, 6 et 7 contiennent des biographies des savants musulmans tardifs.
- Livre 8 contient des biographies des femmes illustres des debuts de l'Islam.

## Sources
- (en) Cet article est partiellement ou en totalité issu de l’article de Wikipédia en anglais intitulé « Ibn Sa'd al-Baghdadi » (voir la liste des auteurs).